# Juan Román Riquelme
Juan Román Riquelme (San Fernando, 24 giugno 1978) è un dirigente sportivo ed ex calciatore argentino, di ruolo centrocampista, presidente del Boca Juniors.
Soprannominato El Mudo (in italiano "Il muto") per via del suo carattere introverso, è considerato come uno dei giocatori argentini più forti della sua generazione nonché come uno dei più talentuosi della storia del calcio argentino. Eletto Calciatore sudamericano dell'anno nel 2001, risulta secondo al pari di Maradona tra coloro che hanno vinto più volte il premio di Calciatore argentino dell'anno (2000, 2001, 2008 e 2011), dietro al solo Lionel Messi.
Dopo aver vinto con il Boca Juniors 3 campionati argentini (Apertura 1998, Clausura 1999 e Apertura 2000), 2 Coppe Libertadores (2000 e 2001) e una Coppa Intercontinentale (2000), ha militato per una stagione nel Barcellona e, nei successivi quattro anni, nel Villarreal, con cui ha raggiunto le semifinali di UEFA Champions League. Tornato al Boca, ha vinto un'altra Coppa Libertadores (2007), una Recopa Sudamericana (2008) e 2 campionati argentini (Apertura 2008 e Apertura 2011), prima di chiudere la carriera all'Argentinos Juniors, squadra in cui aveva giocato nelle giovanili.
Nazionale argentino dal 1997 al 2009, nel 2008 ha vinto l'oro olimpico a Pechino. Con la nazionale argentina Under-20 aveva vinto il campionato sudamericano di categoria e il campionato mondiale di categoria.
Dal 2023 riveste il ruolo di presidente del Boca Juniors.

## Biografia
È nato il 24 giugno 1978 all'ospedale di San Fernando, una città nel distretto di Tigre, a Buenos Aires.
Figlio di Ernesto Cacho e María Ana, è il maggiore di undici fratelli, tra cui Cristian, anch'egli calciatore. Cresciuto in una famiglia umile e laboriosa, che viveva nel villaggio di San Jorge, nel quartiere di Don Torcuato, all'età di 6 anni, durante l'intervallo di una partita in cui giocava la squadra di suo padre, Román era stato segnalato da uno scout di una squadra a Bella Vista. Jorge Rodriguez si avvicinò alla casa dei Riquelme e gli propose di giocare nella propria squadra, pur avendogli inizialmente mentito, asserendo di essere uno scout del Ferro Carril Oeste, che a quel tempo era una delle grandi squadre in Argentina, con l'intenzione di convincerlo a farlo giocare nonostante i continui rifiuti di Riquelme.
Riquelme giocò per i Defensores de Bella Vista e si distinse giocando per diverse società e club di quartiere, come La Carpita e Parque, attive nel calcio giovanile. A quel tempo una delle squadre era affiliata all'Argentinos Juniors, che aveva un accordo con quelle compagini e mise alla prova Román, che fu scelto per rimanere nei ranghi inferiori di Bicho. Tuttavia, nei suoi primi anni a La Paternal Riquelme avrebbe subito varie sostituzioni a causa delle sue deboli condizioni fisiche e della bassa statura. Diversi giocatori che in seguito sarebbero passati al calcio professionistico sono diventati compagni di Román, come Cristian Ledesma, i fratelli Esteban e Nicolás Cambiasso.
Il 2 aprile del 2002 fu rapito suo fratello minore Cristian, che trascorse almeno trenta ore nelle mani dei criminali, i quali chiedevano 160.000 dollari per liberarlo. Riquelme in persona, dalla propria abitazione e tramite un telefono cellulare, condusse la trattativa. Il 7 aprile Riquelme tornò in campo con una bandiera per mostrare gratitudine ai fan per il supporto ricevuto: “Grazie a tutti. Riquelme”. Quel giorno fu il protagonista della vittoria per 3-0 del Boca Juniors contro l'Unión de Santa Fe, siglando il terzo gol.

## Caratteristiche tecniche
(Jorge Valdano)
Di ruolo trequartista, disponeva di un'ottima visione di gioco che lo rendeva un prolifico assist-man. Era inoltre in possesso di una grande tecnica individuale che gli permetteva di eseguire eccellenti dribbling ai danni degli avversari, tra i quali utilizzava in particolar modo il tunnel. Era inoltre un abile tiratore di calci piazzati e specialmente dei calci di punizione.
Nonostante le spiccate qualità offensive, era bravo anche in fase difensiva, distinguendosi in entrambe le fasi per la capacità con cui riusciva a proteggere la palla dal pressing avversario.

## Carriera

### Giocatore

#### Club

##### Boca Juniors
Dopo aver iniziato a giocare a calcio nella squadra della periferia della sua città natale, durante un torneo è notato dagli osservatori dell'Argentinos Juniors, che lo inseriscono nel proprio vivaio. Nel 1995 è in procinto di trasferirsi al River Plate, ma il Boca Juniors – squadra tifata in famiglia – anticipa i rivali e preleva il giovane trequartista per la cifra di 800 000 $.
Un anno dopo, il 10 novembre 1996, el Mudo (così soprannominato in Argentina per il suo carattere taciturno) gioca la sua prima partita da professionista (Boca Juniors-Unión de Santa Fe 2-0) e due settimane dopo segna il suo primo gol in Boca Juniors-Huracán 6-0.
Relegato spesso in panchina dal tecnico Héctor Veira, dopo aver giocato e vinto da protagonista sia il Sudamericano Under-20 in gennaio sia il Mondiale Under-20 in estate, Riquelme conquista il posto da titolare con l'arrivo di Carlos Bianchi nella stagione 1998-1999. Il 25 ottobre del 1997, nel derby Boca Juniors-River Plate, al 46' Riquelme sostituisce Diego Armando Maradona nella sua ultima partita: cinque giorni dopo El Pibe de Oro annuncia il suo ritiro dal calcio. Nei mesi successivi, Bianchi assegna a Riquelme la maglietta numero 10 e lo lascia libero di svariare su tutto il fronte di attacco. Il Boca domina e si aggiudica il torneo di Apertura, primo titolo dopo 6 anni, e si ripete trionfando anche nel torneo di Clausura. Riquelme contribuisce con 7 gol in 18 partite. In questo periodo, attira su di sé i primi paragoni con Maradona.
Nel gennaio del 2000, viene convocato nella nazionale olimpica da José Pekerman per il torneo sudamericano di qualificazione ai Giochi di Sydney. Segna due gol nel torneo ma l'Argentina è clamorosamente eliminata dal Cile, che la supera 2-0 nella gara decisiva.
Malgrado l'insuccesso con la nazionale olimpica, nel 2000 arriva la svolta della carriera di Riquelme. Vince per la prima volta la Coppa Libertadores e successivamente si aggiudica la Coppa Intercontinentale 2000 con la vittoria del Boca sul Real Madrid dei galácticos per 2-1: in questa partita Riquelme è protagonista di una grande prestazione, firmando anche l'assist del 2-0 di Martín Palermo con un lancio dalla propria metà campo di 40 metri. Il Boca Juniors guidato da Carlos Bianchi si aggiudica la Coppa Libertadores anche l'anno successivo sconfiggendo in finale i messicani del Cruz Azul e Riquelme viene nominato miglior giocatore della partita. Sempre nel 2001 arriva il nuovo trionfo nel torneo di Apertura.
Tutti questi trionfi in serie mettono sotto i riflettori il talento argentino: nel 2001 Roman viene eletto da un giornale uruguayano miglior giocatore del continente e vince il Calciatore sudamericano dell'anno, succedendo a Romário nell'albo d'oro del prestigioso trofeo.

##### Barcellona
L'8 luglio del 2002 è acquistato dal Barcellona in cambio di € 11,5 milioni: il passaggio di Riquelme al Barça è descritto dall'allenatore Louis van Gaal come un «acquisto politico». L'allenatore olandese tratta con indifferenza il neo acquisto e non gli concede lo stesso spazio che era abituato ad avere al Boca, schierandolo con fermezza fuori posizione nel ruolo di esterno, dove l'argentino non riesce a esprimere appieno il proprio potenziale:
(Riquelme)
Il Barcellona conclude la Liga al sesto posto, mentre la trionfale cavalcata in Champions League, con 13 vittorie su 14 incontri, s'interrompe ai quarti contro la Juventus, che passa dopo i tempi supplementari. Riquelme chiude così la stagione con un totale di 42 presenze e 6 reti realizzate tra campionato e Champions, lasciando il club catalano dopo appena una stagione.

##### Villarreal

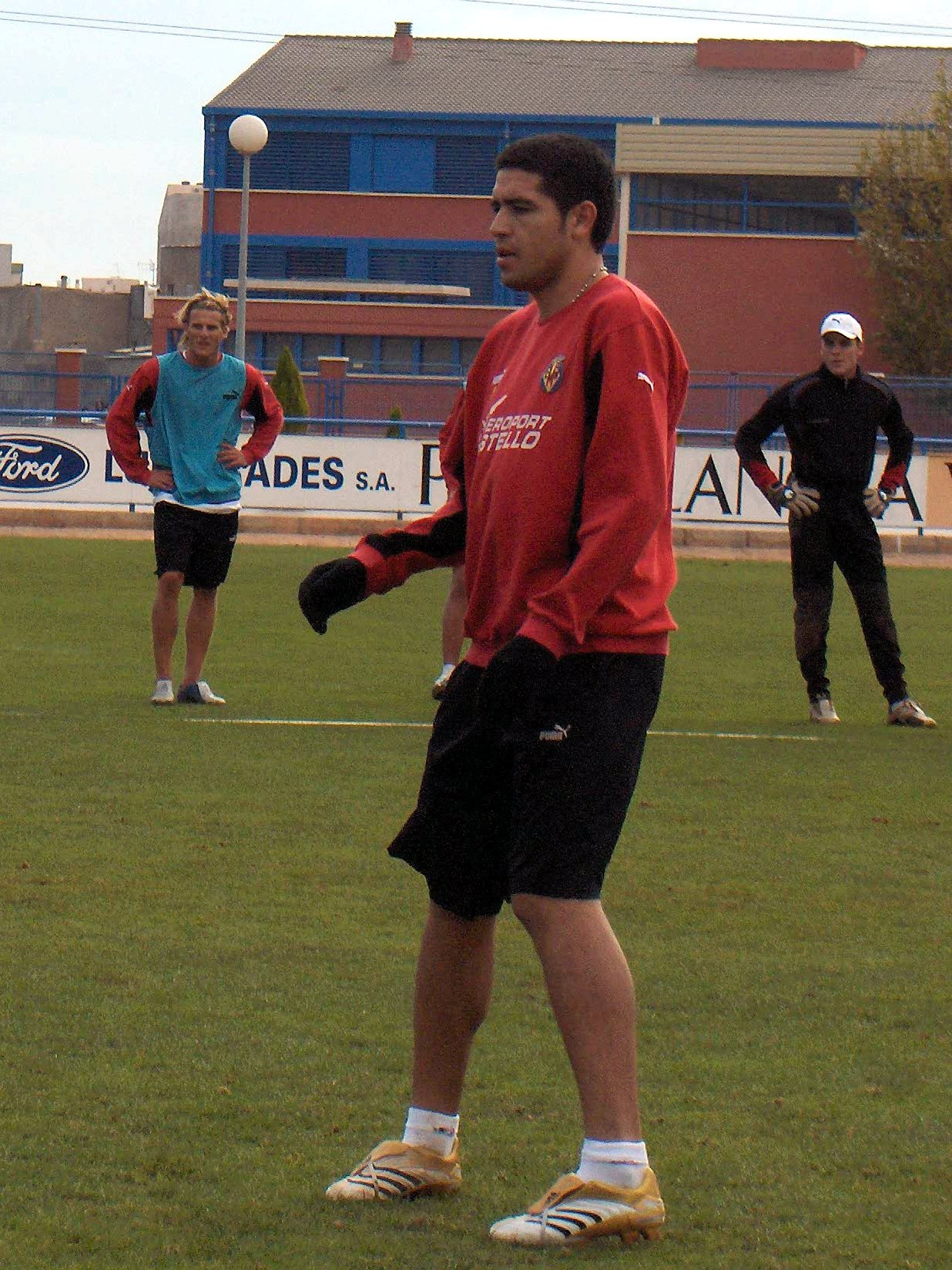
Juan Román Riquelme in allenamento con il Villareal

Il 28 agosto 2003 fu ceduto in prestito al Villarreal, dove ritrovò il compagno di nazionale Juan Pablo Sorín e l'attaccante uruguayano Diego Forlán. Il primo anno non fu molto brillante: gli amarillos infatti si piazzarono all'ottavo posto nella Liga, accedendo alla Coppa Intertoto. La stagione successiva Riquelme tornò a giocare sui suoi standard abituali; la squadra vinse la Coppa Intertoto e con 15 gol e 11 assist Riquelme fu uno dei principali artefici del memorabile campionato del Villarreal, che con il terzo posto si garantì l'accesso in Champions League. A testimonianza delle sue brillanti prestazioni, venne inserito tra i candidati alla vittoria del Pallone d'oro e del FIFA World Player. Alla fine di quella stagione il giornale sportivo spagnolo Marca gli conferì il premio di Giocatore più artistico.
Il 22 giugno 2005 viene riscattato per 7 milioni di euro più 4 di bonus, e sottoscrive col Villareal un contratto di 4 anni.
Una particolare situazione contrattuale emerse il 7 dicembre, quando il Villarreal batté i francesi del Lilla per 1-0 e vinse il suo gruppo di Champions League, eliminando i quotati inglesi del Manchester United e lo stesso Lilla e guadagnando l'accesso alla fase a eliminazione diretta nella sua prima partecipazione al torneo, accesso che frutta prestigio e sostanziose entrate. Per una clausola del contratto stipulato con il Barcellona al momento del passaggio di Riquelme in maglia amarilla, il Villarreal dovette pagare al club catalano 1 milione di euro. Il contratto comprendeva anche due clausole da 1 milione di euro ciascuna: una se il Villarreal si piazzava tra le prime 4 nella Liga 2005-2006, e un'altra identica valevole per la stagione successiva.
Il 19 aprile 2006 il quotidiano inglese Daily Mirror ha parlato di un interessamento di Sir Alex Ferguson, allenatore del Manchester United, per il centrocampista argentino. Sempre secondo il giornale, Ferguson avrebbe offerto 10 milioni di sterline per assicurarsi Riquelme, ma il Villarreal avrebbe rifiutato la somma. Roman ha guidato in quella stagione la squadra fino alla semifinale della Champions League, dove è stata eliminata dall'Arsenal. Dopo aver perso l'andata ad Highbury per 1-0, il 25 aprile, nel ritorno al Madrigal il Villarreal ha avuto la grande occasione di portarsi sull'1-0 all'88', ma il calcio di rigore di Riquelme è stato respinto dal portiere Jens Lehmann. Nel dicembre 2006, in seguito a dissapori con l'allenatore Manuel Pellegrini, Riquelme viene messo fuori rosa.

##### Ritorno al Boca Juniors

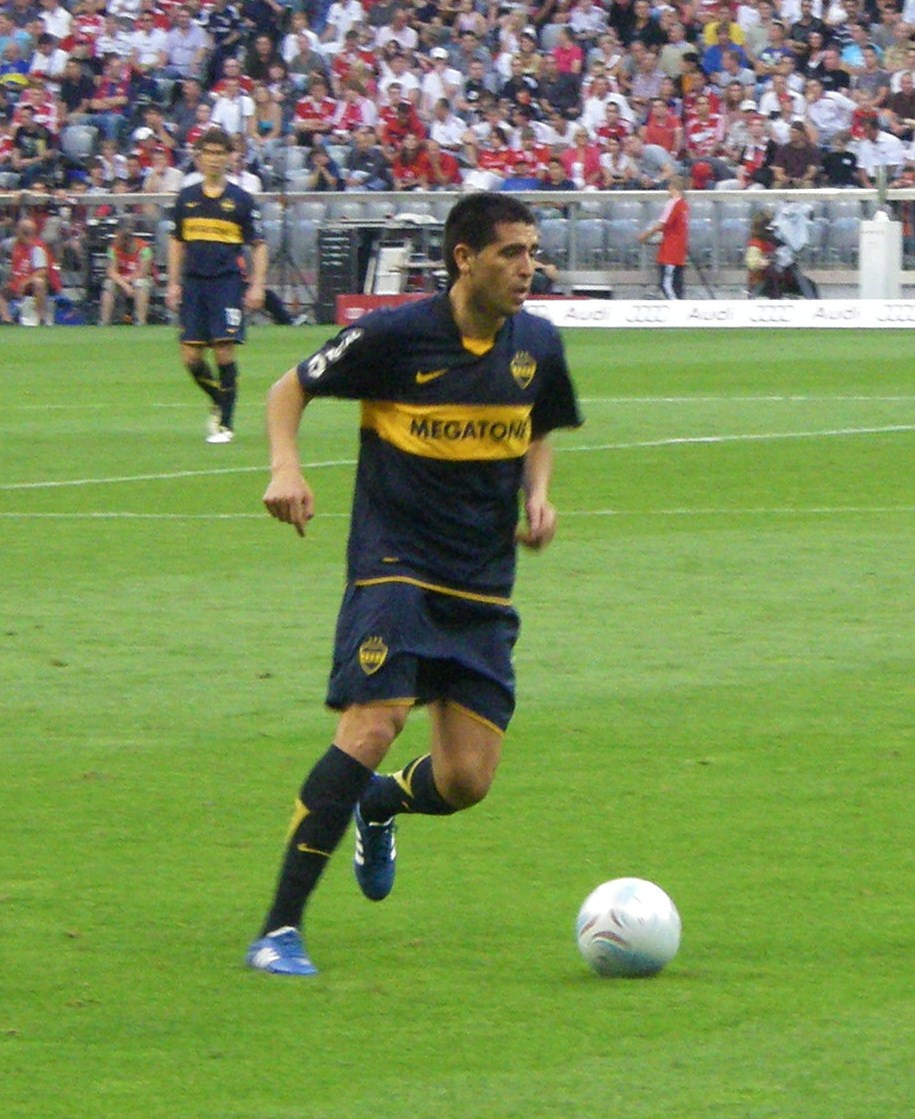
Riquelme durante l'Audi Cup del 2009

L'8 febbraio 2007 viene ceduto in prestito al Boca Juniors, con cui firma un contratto di 4 mesi per un ingaggio di 2 milioni di euro. Il 17 febbraio, a quasi cinque anni dalla sua ultima apparizione, fa il nuovo esordio alla Bombonera, lo stadio del Boca, dove i tifosi lo accolgono con gioia. Con la squadra che lo ha lanciato nel calcio internazionale, ha giocato un ruolo determinante nella vittoria della Coppa Libertadores, segnando anche tre gol nelle due partite di finale contro i brasiliani del Grêmio. È stato nuovamente eletto miglior calciatore della manifestazione.
Il Boca Juniors pareva in procinto di raggiungere un accordo con il Villarreal, proprietario del cartellino di Riquelme, per l'acquisto a titolo definitivo del centrocampista. L'11 agosto l'affare sfumò per via delle richieste degli spagnoli, reputate eccessive dal club di Buenos Aires. Così Riquelme è tornato a far parte della rosa del Villarreal, il cui tecnico non lo ha però mai messo in campo nella Liga. Successivamente Manuel Pellegrini rivelerà di aver escluso il centrocampista argentino per il ritardo di quattro giorni al rientro dalle ferie natalizie, versione sempre smentita dal diretto interessato.
Il 30 novembre la situazione del giocatore si sblocca: Riquelme viene ceduto a titolo definitivo al Boca Juniors, che avrebbe accettato, al termine di complicate trattative con il Villarreal, di pagare 9 milioni di euro, tre dei quali andrebbero al giocatore che vanta ancora dei crediti arretrati. Ciò nonostante Riquelme non può disputare il Campionato mondiale per club FIFA 2007 perché la FIFA non consente al Boca Juniors di integrare la lista dei convocati comunicata il 23 novembre.
Al suo rientro nel campionato argentino, Riquelme conduce il Boca al secondo posto nel torneo di clausura del 2008. Il club arriva alla semifinale della Coppa Libertadores 2008, dove viene eliminato dal Fluminense malgrado i due gol di Riquelme nella partita d'andata. La consolazione arriva con il trionfo nella Recopa Sudamericana contro l'Arsenal di Sarandí ed il gol segnato nella partita di ritorno. Nella stagione 2008-2009 arriva l'ennesimo trionfo nel campionato argentino, il Boca si aggiudica un equilibratissimo torneo di Apertura 2008 dopo uno spareggio a tre con il San Lorenzo de Almagro ed il Tigre.
Nella stagione 2008-2009 è avara di soddisfazioni per Riquelme: il Boca Juniors chiude il torneo di Clausura al 14º posto e la successiva Apertura all'11º. La stagione 2009-2010 si chiude anche peggio, con il 16º posto nella Chiusura. Il 12 agosto 2010 Riquelme firma un nuovo contratto che lo lega con il club argentino per altri quattro anni, dopo una lunga trattativa. Dopo una stagione 2010-2011 con risultati altalenanti, il Boca torna a vincere il campionato trionfando nell'Apertura del 2011-2012, chiuso senza sconfitte e con un vantaggio di 12 punti sulle seconde. Il successivo torneo di Chiusura terminerà con il quarto posto della squadra di Riquelme.
Il 5 luglio 2012, all'indomani della finale di Coppa Libertadores persa contro il Corinthians, annuncia il suo addio al Boca, affermando di non aver più nulla da dare al club argentino, rimanendo così svincolato. Tuttavia il 9 febbraio 2013 torna al Boca Juniors, rivelandosi decisivo nella seconda partita contro il Corinthians in Coppa Libertadores, segnando un gol da centrocampo ed eliminando i campioni in carica della Coppa del mondo per club FIFA.

##### Argentinos Juniors
Il 17 luglio 2014 lascia il Boca Juniors per accasarsi all'Argentinos Juniors, società in cui è cresciuto a livello giovanile e che vuole riportare in massima divisione dopo la retrocessione: dopo una sola stagione, l'Argentinos Jr. risale al primo livello del calcio argentino e il 25 gennaio 2015, Riquelme annuncia a ESPN il proprio ritiro dall'attività agonistica.

#### Nazionale
A livello di Nazionale giovanile ha vinto il Campionato sudamericano di calcio Under-20 e il Campionato mondiale di calcio Under-20, ambedue nel 1997 con José Pekerman come commissario tecnico.
Con la Nazionale maggiore ha esordito il 16 novembre 1997. Ha trascina la squadra nella finale della Confederations Cup 2005 perdendo contro il Brasile. Ha partecipato al Mondiale 2006, nel quale la squadra è stata eliminata ai quarti di finale per mano della Germania. Il 13 settembre 2006 decise di abbandonare la Nazionale per motivi legati ai continui problemi fisici e all'aggravarsi delle condizioni di salute della madre. Il 21 giugno 2007 è stato convocato da Alfio Basile per la Copa América. Anche in questa competizione ha trascinato l'Albiceleste alla finale, perdendo l'occasione di aggiudicarsi il titolo di nuovo contro il Brasile. Nonostante non giochi nella squadra di club, si rivela determinante in Nazionale nel corso delle qualificazioni al campionato mondiale di calcio 2010.
Nel 2008 viene scelto come fuori quota per disputare il torneo olimpico di Pechino, nel quale rincontra il Brasile in semifinale, e dopo le sconfitte in Confederations Cup e Copa America, l'Argentina batte i verdeoro per 3-0, riconquistando, a distanza di quattro anni, la medaglia d'oro ai Giochi olimpici.
L'11 marzo 2009 annuncia di nuovo il ritiro dalla Nazionale in polemica con il tecnico Diego Armando Maradona. Il 17 agosto 2010 il nuovo ct interim Sergio Batista dichiara che lo vuole convocare per l'amichevole contro la Spagna, ma alla fine non se ne fece nulla.
Il 19 agosto 2011 ritorna in nazionale convocato dal nuovo ct Alejandro Sabella per il doppio impegno del Superclásico de las Américas che si terrà il 14 e il 28 settembre. Ma alla fine non scenderà mai in campo per infortunio.

### Dopo il ritiro
Alle elezioni presidenziali del Boca del 2019, Riquelme, dopo aver ascoltato i diversi candidati, ha deciso di candidarsi con Jorge Amor Ameal come vice-presidente. L'8 dicembre Ameal vince con il 52,84% dei voti entrando in carica il 13 dicembre.
Non appena è entrato in carica, il suo primo atto è stato quello di rimuovere Rolando Schiavi (Allenatore delle riserve), Oscar Regenhardt (coordinatore delle giovanili) e diversi allenatori delle giovanili, tra cui Sergio Saturno, Héctor Bracamonte, Víctor Marchesini, Leonardo Testone, Luis Luquez.
Il 17 dicembre 2023 è eletto come nuovo presidente del Boca Juniors, vincendo le elezioni con il 65,3% dei voti .

## Statistiche
Tra club, nazionale maggiore e nazionali giovanili, Riquelme ha totalizzato globalmente 671 partite segnando 172 reti, alla media di 0,25 gol a partita.

### Presenze e reti nei club
| Stagione            | Squadra             | Campionato          | Campionato | Campionato | Coppa nazionale | Coppa nazionale | Coppa nazionale | Coppe continentali | Coppe continentali | Coppe continentali | Altre coppe | Altre coppe | Altre coppe | Totale | Totale |
| Stagione            | Squadra             | Comp                | Pres       | Reti       | Comp            | Pres            | Reti            | Comp               | Pres               | Reti               | Comp        | Pres        | Reti        | Pres   | Reti   |
| ------------------- | ------------------- | ------------------- | ---------- | ---------- | --------------- | --------------- | --------------- | ------------------ | ------------------ | ------------------ | ----------- | ----------- | ----------- | ------ | ------ |
| 1996-1997           | Boca Juniors        | PD                  | 22         | 4          | -               | -               | -               | -                  | -                  | -                  | -           | -           | -           | 22     | 4      |
| 1997-1998           | Boca Juniors        | PD                  | 19         | 0          |                 | -               | -               | SS                 | 2                  | 0                  | -           | -           | -           | 21     | 0      |
| 1998-1999           | Boca Juniors        | PD                  | 37         | 10         |                 | -               | -               | CM                 | 5                  | 0                  | -           | -           | -           | 42     | 10     |
| 1999-2000           | Boca Juniors        | PD                  | 24         | 4          | -               | -               | -               | CM+CL              | 5+11               | 0+3                | -           | -           | -           | 40     | 7      |
| 2000-2001           | Boca Juniors        | PD                  | 27         | 10         | -               | -               | -               | CM+CL              | 1+12               | 0+3                | CInt        | 1           | 0           | 41     | 13     |
| 2001-2002           | Boca Juniors        | PD                  | 22         | 10         | -               | -               | -               | CM+CL              | 1+4                | 0+0                | CInt        | 1           | 0           | 28     | 10     |
| 2002-2003           | Barcellona          | PD                  | 30         | 3          | CR              | 1               | 1               | UCL                | 11                 | 2                  | -           | -           | -           | 42     | 6      |
| 2003-2004           | Villarreal          | PD                  | 33         | 8          | CR              | 3               | 1               | CU                 | 12                 | 4                  | -           | -           | -           | 48     | 13     |
| 2004-2005           | Villarreal          | PD                  | 35         | 15         | CR              | 0               | 0               | Int+CU             | 2+9                | 0+2                | -           | -           | -           | 46     | 17     |
| 2005-2006           | Villarreal          | PD                  | 25         | 12         | CR              | 1               | 0               | UCL                | 12                 | 2                  | -           | -           | -           | 38     | 14     |
| 2006-feb. 2007      | Villarreal          | PD                  | 13         | 1          | CR              | 0               | 0               | -                  | -                  | -                  | -           | -           | -           | 13     | 1      |
| Totale Villarreal   | Totale Villarreal   | Totale Villarreal   | 106        | 36         |                 | 4               | 1               |                    | 35                 | 8                  |             |             |             | 145    | 45     |
| feb.-giu. 2007      | Boca Juniors        | PD                  | 15         | 2          | -               | -               | -               | CL                 | 11                 | 8                  | -           | -           | -           | 26     | 10     |
| 2007-2008           | Boca Juniors        | PD                  | 10         | 1          | -               | -               | -               | CL                 | 10                 | 4                  | Cmc         | -           | -           | 20     | 5      |
| 2008-2009           | Boca Juniors        | PD                  | 28         | 5          | -               | -               | -               | CS+CL              | 1+5                | 1+2                | RS          | 1           | 1           | 35     | 9      |
| 2009-2010           | Boca Juniors        | PD                  | 24         | 3          | -               | -               | -               | CS                 | 2                  | 0                  | -           | -           | -           | 26     | 3      |
| 2010-2011           | Boca Juniors        | PD                  | 13         | 4          | -               | -               | -               | -                  | -                  | -                  | -           | -           | -           | 13     | 4      |
| 2011-2012           | Boca Juniors        | PD                  | 23         | 4          | CA              | 2               | 1               | CL                 | 13                 | 3                  | -           | -           | -           | 38     | 8      |
| 2012-2013           | Boca Juniors        | PD                  | 5          | 0          | CA              | 1               | 0               | CL                 | 7                  | 2                  | -           | -           | -           | 13     | 2      |
| 2013-2014           | Boca Juniors        | PD                  | 23         | 7          | -               | -               | -               | CL                 | -                  | -                  | -           | -           | -           | 23     | 7      |
| Totale Boca Juniors | Totale Boca Juniors | Totale Boca Juniors | 292        | 64         |                 | 3               | 1               |                    | 90                 | 26                 |             | 3           | 1           | 388    | 92     |
| 2014                | Argentinos Juniors  | PBN                 | 15         | 3          | CA              | 3               | 2               | -                  | -                  | -                  | -           | -           | -           | 18     | 5      |
| Totale carriera     | Totale carriera     | Totale carriera     | 443        | 106        |                 | 8               | 3               |                    | 136                | 36                 |             | 3           | 1           | 590    | 146    |

### Cronologia presenze e reti in nazionale
| Cronologia completa delle presenze e delle reti in nazionale ― Argentina | Cronologia completa delle presenze e delle reti in nazionale ― Argentina | Cronologia completa delle presenze e delle reti in nazionale ― Argentina | Cronologia completa delle presenze e delle reti in nazionale ― Argentina | Cronologia completa delle presenze e delle reti in nazionale ― Argentina | Cronologia completa delle presenze e delle reti in nazionale ― Argentina | Cronologia completa delle presenze e delle reti in nazionale ― Argentina | Cronologia completa delle presenze e delle reti in nazionale ― Argentina |
| Data                                                                     | Città                                                                    | In casa                                                                  | Risultato                                                                | Ospiti                                                                   | Competizione                                                             | Reti                                                                     | Note                                                                     |
| ------------------------------------------------------------------------ | ------------------------------------------------------------------------ | ------------------------------------------------------------------------ | ------------------------------------------------------------------------ | ------------------------------------------------------------------------ | ------------------------------------------------------------------------ | ------------------------------------------------------------------------ | ------------------------------------------------------------------------ |
| 16-11-1997                                                               | Buenos Aires                                                             | Argentina                                                                | 1 – 1                                                                    | Colombia                                                                 | Qual. Mondiali 1998                                                      | -                                                                        | 81’                                                                      |
| 26-6-1999                                                                | Buenos Aires                                                             | Argentina                                                                | 0 – 0                                                                    | Lituania                                                                 | Amichevole                                                               | -                                                                        |                                                                          |
| 1-7-1999                                                                 | Luque                                                                    | Argentina                                                                | 3 – 1                                                                    | Ecuador                                                                  | Coppa America 1999 - 1º turno                                            | -                                                                        | 90’                                                                      |
| 4-7-1999                                                                 | Luque                                                                    | Colombia                                                                 | 3 – 0                                                                    | Argentina                                                                | Coppa America 1999 - 1º turno                                            | -                                                                        |                                                                          |
| 7-7-1999                                                                 | Luque                                                                    | Argentina                                                                | 2 – 0                                                                    | Uruguay                                                                  | Coppa America 1999 - 1º turno                                            | -                                                                        |                                                                          |
| 11-7-1999                                                                | Ciudad del Este                                                          | Brasile                                                                  | 2 – 1                                                                    | Argentina                                                                | Coppa America 1999 - Quarti di finale                                    | -                                                                        |                                                                          |
| 13-2-2002                                                                | Cardiff                                                                  | Galles                                                                   | 1 – 1                                                                    | Argentina                                                                | Amichevole                                                               | -                                                                        | 73’                                                                      |
| 30-4-2003                                                                | Tripoli                                                                  | Libia                                                                    | 1 – 3                                                                    | Argentina                                                                | Amichevole                                                               | 1                                                                        | 46’                                                                      |
| 8-6-2003                                                                 | Osaka                                                                    | Giappone                                                                 | 1 – 4                                                                    | Argentina                                                                | Kirin Cup                                                                | -                                                                        | 63’                                                                      |
| 11-6-2003                                                                | Seul                                                                     | Corea del Sud                                                            | 0 – 1                                                                    | Argentina                                                                | Amichevole                                                               | -                                                                        | 78’                                                                      |
| 30-3-2004                                                                | Buenos Aires                                                             | Argentina                                                                | 1 – 0                                                                    | Ecuador                                                                  | Qual. Mondiali 2006                                                      | -                                                                        | 57’                                                                      |
| 28-4-2004                                                                | Casablanca                                                               | Marocco                                                                  | 0 – 1                                                                    | Argentina                                                                | Amichevole                                                               | -                                                                        | 46’                                                                      |
| 18-8-2004                                                                | Shizuoka                                                                 | Giappone                                                                 | 1 – 2                                                                    | Argentina                                                                | Amichevole                                                               | -                                                                        |                                                                          |
| 9-10-2004                                                                | Buenos Aires                                                             | Argentina                                                                | 4 – 2                                                                    | Uruguay                                                                  | Qual. Mondiali 2006                                                      | -                                                                        |                                                                          |
| 13-10-2004                                                               | Santiago                                                                 | Cile                                                                     | 0 – 0                                                                    | Argentina                                                                | Qual. Mondiali 2006                                                      | -                                                                        |                                                                          |
| 17-11-2004                                                               | Buenos Aires                                                             | Argentina                                                                | 3 – 2                                                                    | Venezuela                                                                | Qual. Mondiali 2006                                                      | 1                                                                        |                                                                          |
| 9-2-2005                                                                 | Düsseldorf                                                               | Germania                                                                 | 2 – 2                                                                    | Argentina                                                                | Amichevole                                                               | -                                                                        |                                                                          |
| 30-3-2005                                                                | Buenos Aires                                                             | Argentina                                                                | 1 – 0                                                                    | Colombia                                                                 | Qual. Mondiali 2006                                                      | -                                                                        |                                                                          |
| 8-6-2005                                                                 | Buenos Aires                                                             | Argentina                                                                | 3 – 1                                                                    | Brasile                                                                  | Qual. Mondiali 2006                                                      | 1                                                                        |                                                                          |
| 15-6-2005                                                                | Colonia                                                                  | Argentina                                                                | 2 – 1                                                                    | Tunisia                                                                  | Conf. Cup 2005 - 1º turno                                                | 1                                                                        |                                                                          |
| 18-6-2005                                                                | Norimberga                                                               | Australia                                                                | 2 – 4                                                                    | Argentina                                                                | Conf. Cup 2005 - 1º turno                                                | 1                                                                        |                                                                          |
| 21-6-2005                                                                | Norimberga                                                               | Argentina                                                                | 2 – 2                                                                    | Germania                                                                 | Conf. Cup 2005 - 1º turno                                                | 1                                                                        |                                                                          |
| 26-6-2005                                                                | Hannover                                                                 | Messico                                                                  | 1 – 1 dts (5 – 6 dtr)                                                    | Argentina                                                                | Conf. Cup 2005 - Semifinale                                              | -                                                                        |                                                                          |
| 29-6-2005                                                                | Francoforte sul Meno                                                     | Brasile                                                                  | 4 – 1                                                                    | Argentina                                                                | Conf. Cup 2005 - Finale                                                  | -                                                                        |                                                                          |
| 3-9-2005                                                                 | Asunción                                                                 | Paraguay                                                                 | 1 – 0                                                                    | Argentina                                                                | Qual. Mondiali 2006                                                      | -                                                                        | 71’                                                                      |
| 9-10-2005                                                                | Buenos Aires                                                             | Argentina                                                                | 2 – 0                                                                    | Perù                                                                     | Qual. Mondiali 2006                                                      | 1                                                                        | 84’                                                                      |
| 12-10-2005                                                               | Montevideo                                                               | Uruguay                                                                  | 1 – 0                                                                    | Argentina                                                                | Qual. Mondiali 2006                                                      | -                                                                        |                                                                          |
| 12-11-2005                                                               | Ginevra                                                                  | Argentina                                                                | 2 – 3                                                                    | Inghilterra                                                              | Amichevole                                                               | -                                                                        | 84’                                                                      |
| 16-11-2005                                                               | Doha                                                                     | Qatar                                                                    | 0 – 3                                                                    | Argentina                                                                | Amichevole                                                               | 1                                                                        |                                                                          |
| 1-3-2006                                                                 | Basilea                                                                  | Argentina                                                                | 2 – 3                                                                    | Croazia                                                                  | Amichevole                                                               | -                                                                        |                                                                          |
| 30-5-2006                                                                | Salerno                                                                  | Argentina                                                                | 2 – 0                                                                    | Angola                                                                   | Amichevole                                                               | -                                                                        | 63’                                                                      |
| 10-6-2006                                                                | Amburgo                                                                  | Argentina                                                                | 2 – 1                                                                    | Costa d'Avorio                                                           | Mondiali 2006 - 1º turno                                                 | -                                                                        | 90+3’                                                                    |
| 16-6-2006                                                                | Gelsenkirchen                                                            | Argentina                                                                | 6 – 0                                                                    | Serbia e Montenegro                                                      | Mondiali 2006 - 1º turno                                                 | -                                                                        |                                                                          |
| 21-6-2006                                                                | Francoforte sul Meno                                                     | Paesi Bassi                                                              | 0 – 0                                                                    | Argentina                                                                | Mondiali 2006 - 1º turno                                                 | -                                                                        | 80’                                                                      |
| 24-6-2006                                                                | Lipsia                                                                   | Argentina                                                                | 2 – 1 dts                                                                | Messico                                                                  | Mondiali 2006 - Ottavi di finale                                         | -                                                                        |                                                                          |
| 30-6-2006                                                                | Berlino                                                                  | Germania                                                                 | 1 – 1 dts (4 – 2 dtr)                                                    | Argentina                                                                | Mondiali 2006 - Quarti di finale                                         | -                                                                        | 72’                                                                      |
| 3-9-2006                                                                 | Londra                                                                   | Argentina                                                                | 0 – 3                                                                    | Brasile                                                                  | Amichevole                                                               | -                                                                        | 60’                                                                      |
| 28-6-2007                                                                | Maracaibo                                                                | Argentina                                                                | 4 – 1                                                                    | Stati Uniti                                                              | Coppa America 2007 - 1º turno                                            | -                                                                        |                                                                          |
| 2-7-2007                                                                 | Maracaibo                                                                | Argentina                                                                | 4 – 2                                                                    | Colombia                                                                 | Coppa America 2007 - 1º turno                                            | 2                                                                        |                                                                          |
| 8-7-2007                                                                 | Barquisimeto                                                             | Argentina                                                                | 4 – 0                                                                    | Perù                                                                     | Coppa America 2007 - Quarti di finale                                    | 2                                                                        |                                                                          |
| 11-7-2007                                                                | Puerto Ordaz                                                             | Messico                                                                  | 0 – 3                                                                    | Argentina                                                                | Coppa America 2007 - Semifinale                                          | 1                                                                        | 86’                                                                      |
| 15-7-2007                                                                | Maracaibo                                                                | Brasile                                                                  | 3 – 0                                                                    | Argentina                                                                | Coppa America 2007 - Finale                                              | -                                                                        |                                                                          |
| 13-10-2007                                                               | Buenos Aires                                                             | Argentina                                                                | 2 – 0                                                                    | Cile                                                                     | Qual. Mondiali 2010                                                      | 2                                                                        | 84’                                                                      |
| 17-10-2007                                                               | Maracaibo                                                                | Venezuela                                                                | 0 – 2                                                                    | Argentina                                                                | Qual. Mondiali 2010                                                      | -                                                                        |                                                                          |
| 17-11-2007                                                               | Buenos Aires                                                             | Argentina                                                                | 3 – 0                                                                    | Bolivia                                                                  | Qual. Mondiali 2010                                                      | 2                                                                        |                                                                          |
| 21-11-2007                                                               | Bogotà                                                                   | Colombia                                                                 | 2 – 1                                                                    | Argentina                                                                | Qual. Mondiali 2010                                                      | -                                                                        | 84’                                                                      |
| 15-6-2008                                                                | Buenos Aires                                                             | Argentina                                                                | 1 – 1                                                                    | Ecuador                                                                  | Qual. Mondiali 2010                                                      | -                                                                        |                                                                          |
| 19-6-2008                                                                | Belo Horizonte                                                           | Brasile                                                                  | 0 – 0                                                                    | Argentina                                                                | Qual. Mondiali 2010                                                      | -                                                                        | 83’                                                                      |
| 6-9-2008                                                                 | Buenos Aires                                                             | Argentina                                                                | 1 – 1                                                                    | Paraguay                                                                 | Qual. Mondiali 2010                                                      | -                                                                        |                                                                          |
| 11-9-2008                                                                | Lima                                                                     | Perù                                                                     | 1 – 1                                                                    | Argentina                                                                | Qual. Mondiali 2010                                                      | -                                                                        |                                                                          |
| 11-10-2008                                                               | Buenos Aires                                                             | Argentina                                                                | 2 – 1                                                                    | Uruguay                                                                  | Qual. Mondiali 2010                                                      | -                                                                        | 48’ 72’                                                                  |
| Totale                                                                   |                                                                          | Presenze                                                                 | 51                                                                       |                                                                          | Reti                                                                     | 17                                                                       |                                                                          |

## Palmarès

### Club

#### Competizioni nazionali
- Campionato argentino: 5

Boca Juniors: Apertura 1998, Clausura 1999, Apertura 2000, Apertura 2008, Apertura 2011

#### Competizioni internazionali
- Coppa Libertadores: 3

Boca Juniors: 2000, 2001, 2007
- Coppa Intercontinentale: 1

Boca Juniors: 2000
- Recopa Sudamericana: 1

Boca Juniors: 2008
- Coppa Intertoto UEFA: 1

Villarreal: 2004

### Nazionale
- Campionato sudamericano Under-20: 1

1997
- Campionato mondiale Under-20: 1

1997
- Oro olimpico: 1

Pechino 2008

### Individuale
- Equipo Ideal de América: 5

1999, 2000, 2001, 2008, 2011
- Calciatore argentino dell'anno: 4

2000, 2001, 2008, 2011
- Calciatore sudamericano dell'anno: 1

2001
- Premio Don Balón : 1

Miglior calciatore straniero: 2004-2005